# 托斯卡纳的梅迪奇别墅和花园

托斯卡纳的梅迪奇别墅和花园地图

托斯卡纳的梅迪奇别墅和花园是意大利的一處世界文化遺產，指梅第奇家族在15世紀至17世紀期間於托斯卡納鄉間地區修建的建築群。這些建築擁有多種功能：既展現了梅第奇家族的權力和財富，同時也是梅迪奇家族休閒度假之處，還是農業活動的中心。在2013年，梅迪奇别墅和花园被登錄為世界文化遺產。

## 画廊

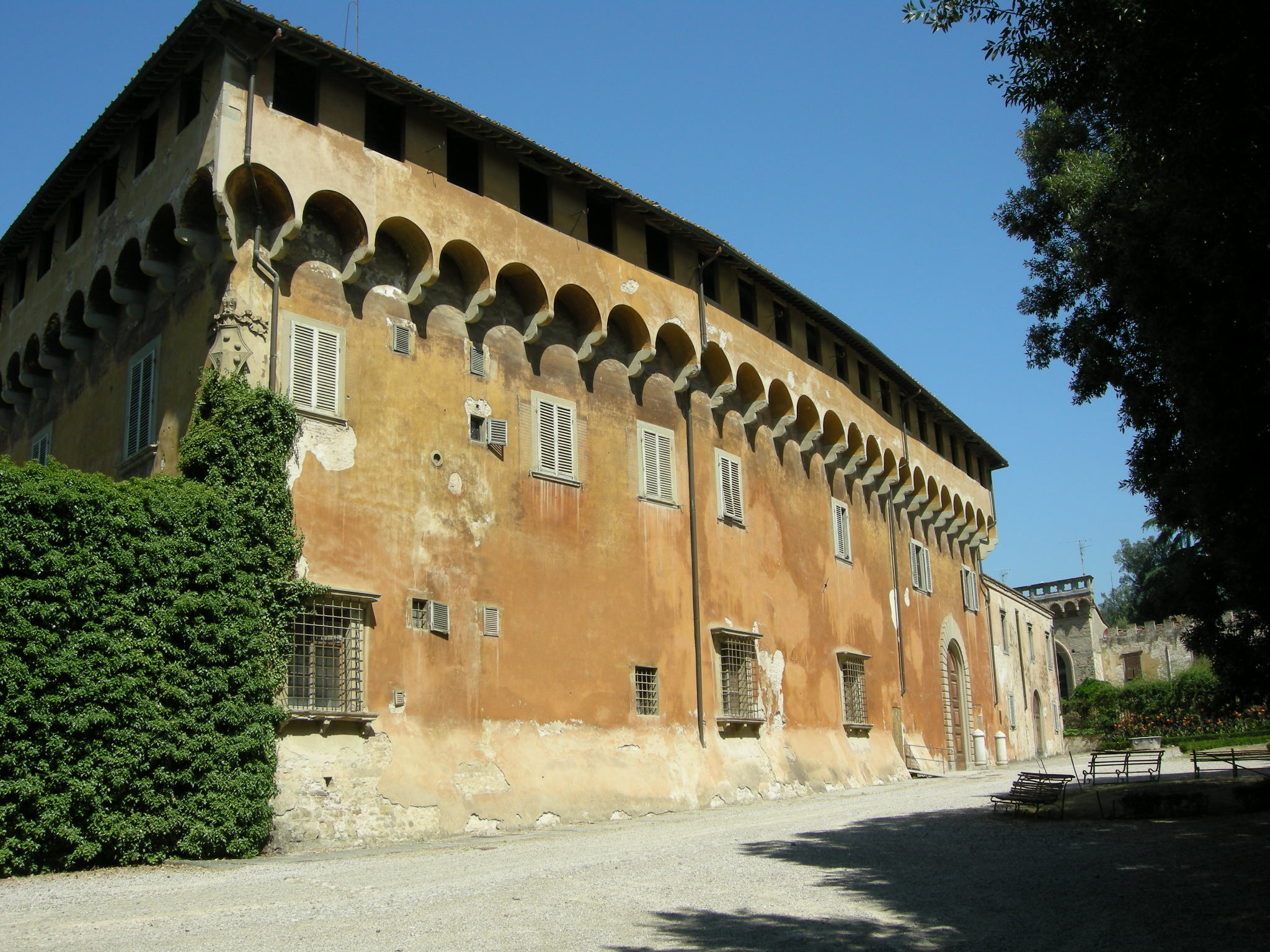
卡雷吉美第奇别墅
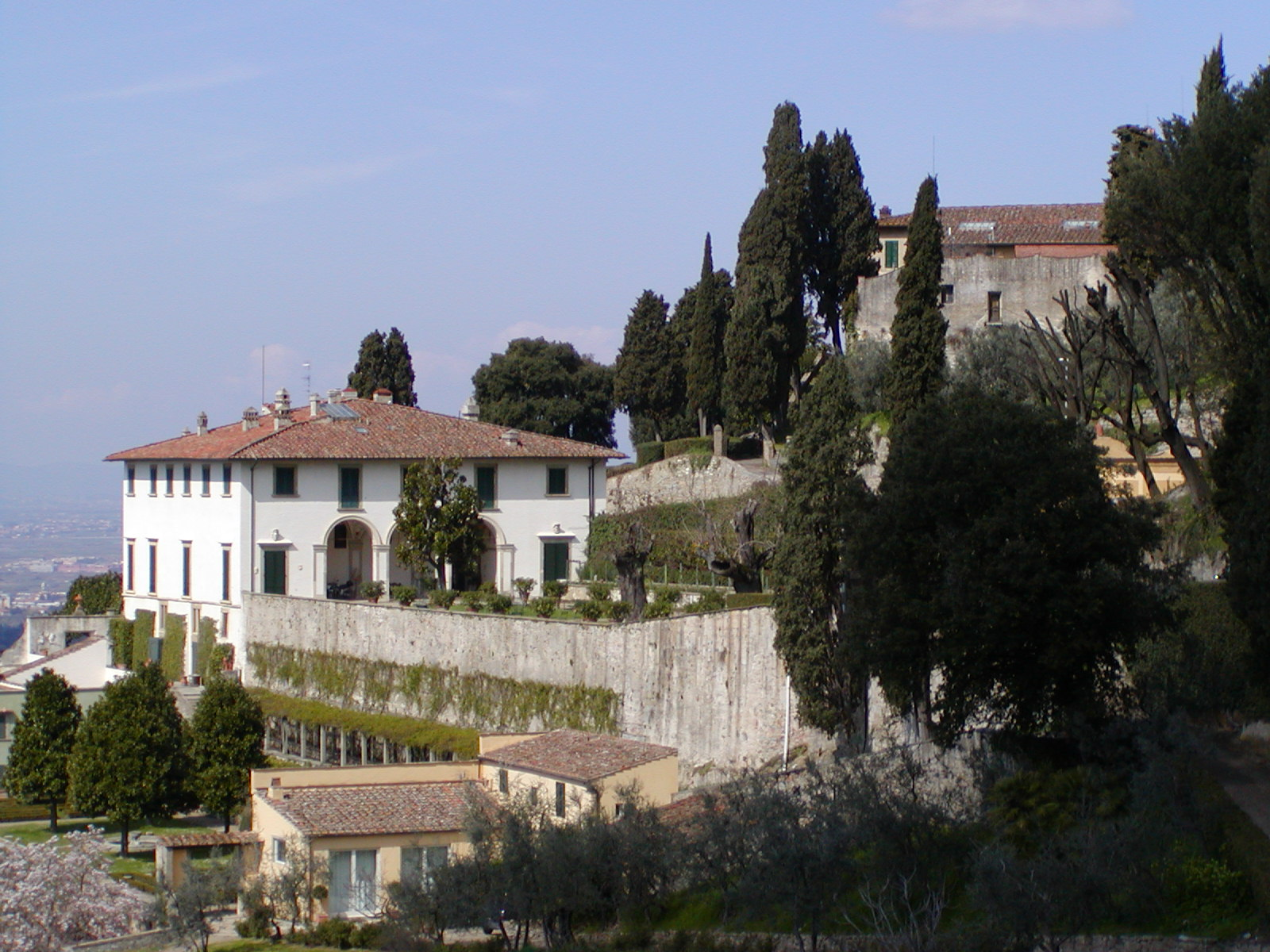
菲耶索莱美第奇别墅
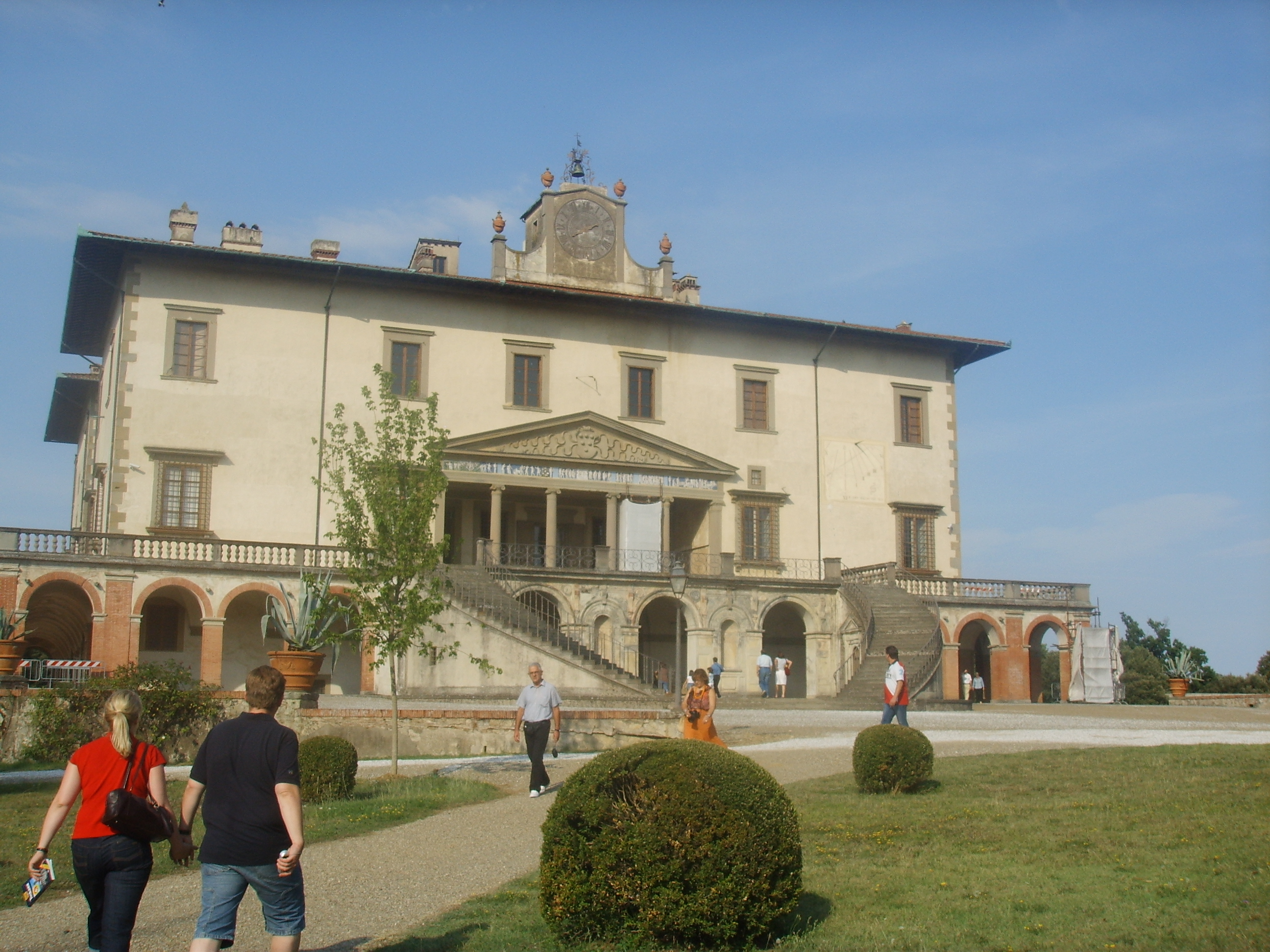
波焦阿卡亚诺美第奇别墅
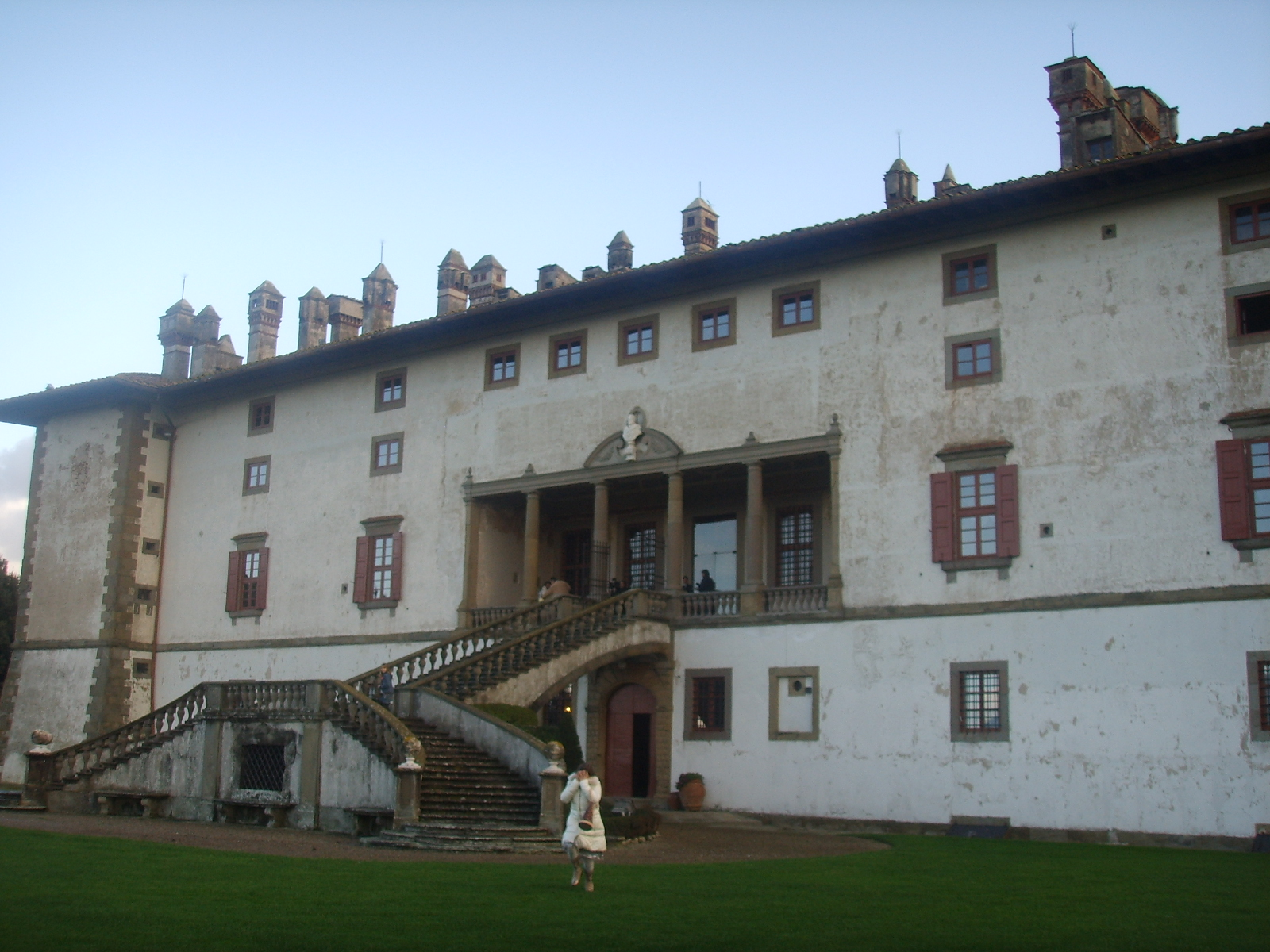
阿提米諾別墅
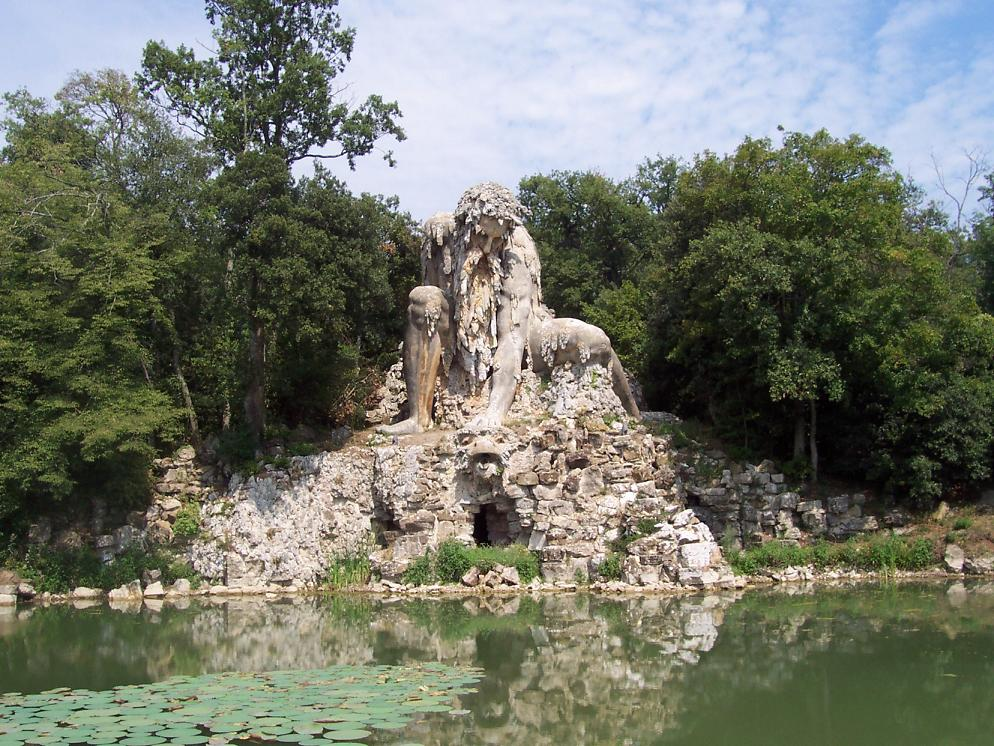
普拉托利諾公園
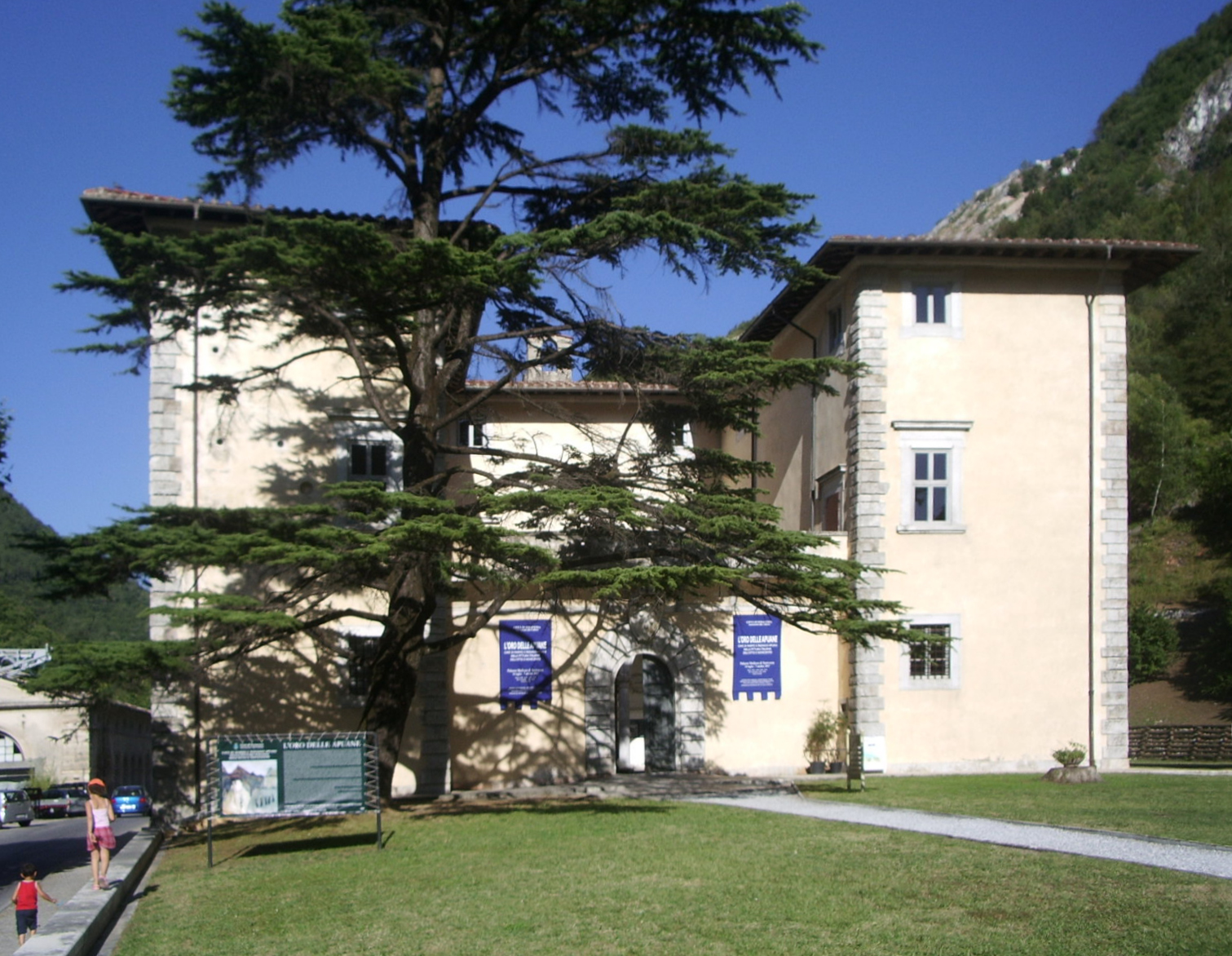
塞拉韋扎宮

## 外部連結
- Gardens and Villas of Tuscany official website（意大利文）
- Museums in Florence - The Medici VillaVilla of Poggio A Caiano （页面存档备份，存于）
- Museums in Florence - The Medici Villa della Petraia （页面存档备份，存于）